# 乌巴尔
乌巴尔或奥巴尔（阿拉伯语：‎，羅馬化：Ūbār/Awbār）、沃巴尔（阿拉伯语：‎，羅馬化：Wabār）是古代阿拉伯半岛南部的一个地方。在阿拉伯传说中，此地遭受天灾而消失于沙漠之中，故英语世界也称之为沙漠亚特兰蒂斯（英語：Atlantis of the Sands）。

## 古代记载
乌巴尔最早记载于托勒密之《地理学指南》；书中提到一个名为Iobaritae（古希臘語：或）的部落，通常认为就是乌巴尔人。《地理学指南》记载乌巴尔人之地在阿曼（指今阿曼北部）与哈德拉毛之间，邻近盛产乳香的Sachalitae之地，而Sachalitae很可能就是萨卡兰（Sakalan）人。萨卡兰在阿曼的劳里湖遗址、哈嫩遗址的铭文中都有提及，大约指佐法尔省南部的塞拉莱平原至佐法尔高原一带，则乌巴尔可能在佐法尔省的中、北部和也门东部一带。
中世纪的也门历史学家纳什万·希木叶里认为乌巴尔是属于阿德人的一片土地，其位置在也门东部沙漠。叙利亚历史、地理学家雅古特·哈迈维认为乌巴尔指希赫尔与萨那之间的广袤地区，又说其位于也门和耶卜林之间。

## 传说想像
尽管古文献记载清楚地表明乌巴尔是地区，随着民间传说的演变，人们常常以为乌巴尔是一座消失的城市。